# 대구 전쟁
대구 전쟁 또는 아이슬란드 대구 전쟁(아이슬란드어: Þorskastríðin, 영어: Cod Wars 또는 영어: Icelandic Cod Wars, 또는 "영해 전쟁")은 1950년대부터 1970년대까지 북대서양에서 일어난 영국과 아이슬란드의 어업권 주장 전쟁이었다.
1972년, 아이슬란드는 일방적으로 남획 감소 계획을 발표하기 전에 배타적 경제 수역 (EEZ)를 영해를 넘어 선언했다. 아이슬란드 해안경비대는 어업 할당량을 단속했으며, 이는 톱날 사건과 영국의 트롤어업 영역 확장을 발표하는 일련의 사건이 계속되었다. 이 결과, 영국 해군은 전함과 예인선을 동원해 아이슬란드의 영국 어업 단속을 막기 시작했으며 부수적으로 아이슬란드 연안 경비대의 선박과 영국 해군의 직접적인 충돌이 있었다.
이 분쟁은 1976년 아이슬란드에게 북대서양 조약 기구의 보복 통첩을 받은 후 영국 함선의 200해리(370km)내의 함선 철수로 종료되었다. 영국 정부는 1976년 12월 1일 이후 영국 트롤어선이 분쟁 지역에서 어업을 하지 않을 것이라 인정했다.

## 역사적 배경

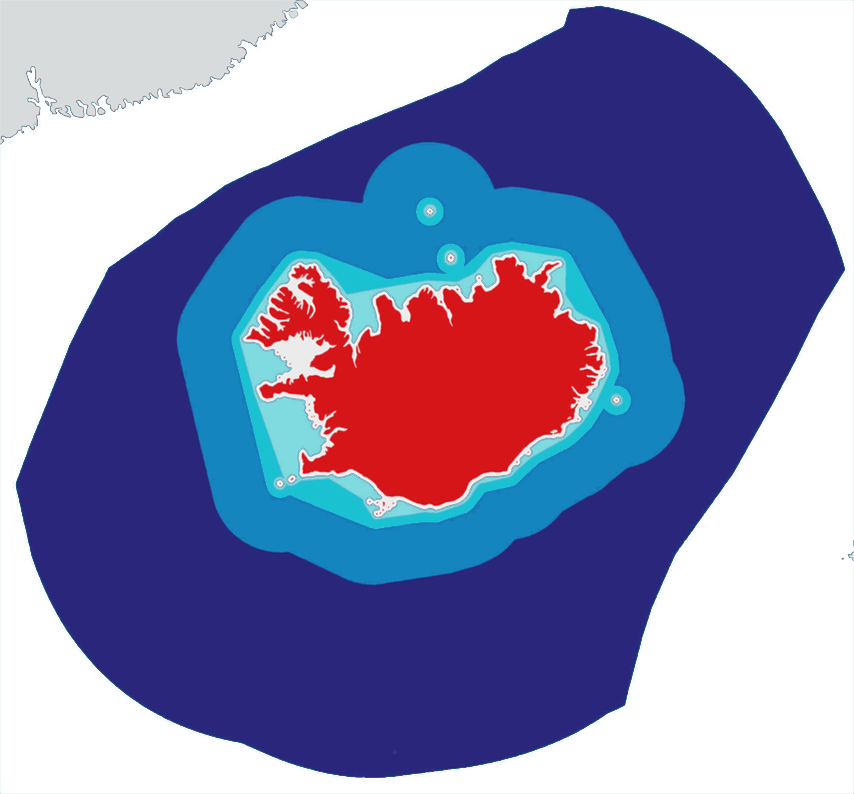
아이슬란드의 배타적 경제 수역 (EEZ) 범위.
아이슬란드
내수
4해리 영역
12해리 영역 (영해의 범위)
50해리 영역
200해리 영역 (EZZ의 범위)

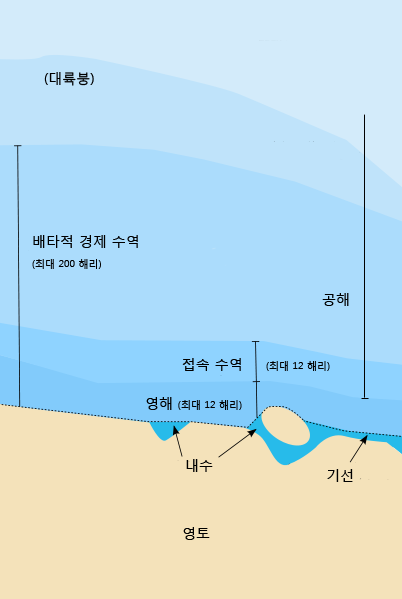
국제 해역 권리는 1982년까지 보편적으로 인식되지 않았다.

아이슬란드 인구의 소득 원천은 대부분 어업에 의존해왔다.
19세기 후반 증기 기관의 발명으로 어업 효율이 증가한 이후, 선박 소유자들은 어장 증가의 압박을 받았다. 북대서양의 아이슬란드 해 인근은 대량의 어장이 꾸준히 분포되어 있었다. 1893년, 덴마크 정부는 아이슬란드와 페로 제도에 대해 13해리(24km)의 어업 제한을 주장했다. 영국 트롤어선 소유자들은 이 결정에 대해 반발하고 아이슬란드 해역 근처에서 어업을 계속했다. 덴마크 포함은 해역 순찰을 하며 벌금과 선박 압수를 시작했다.
영국 정부는 이러한 사례가 나타나면 북해를 국가들이 포위할 수 있다는 유사한 주장을 가질 수 있어 이러한 사실을 인정하지 않았다.
1896년, 영국은 덴마크와 영국 선박이 아이슬란드의 항구 정박을 허용하는 조약을 체결하며 장비와 트롤어선 그물도 몰래 수입된다. 그래서, 영국 선박은 일루야파(Illunypa)에서 토르노데스커 섬(Thornodesker Islet) 동안의 어업 행위가 불가능했다.
1899년 4월, 증기 어선 "카스피안"(Caspian)이 페로 제도에서 고기를 잡는 중 덴마크 포함에 발각되어 압수하려고 했다. 트롤어선은 중지를 무시하고 발포를 시작했다. 결국 트롤어선은 압수되었으나, 압수 전 덴마크 선박이 선장이 일등 항해사에게 계기반을 확인하고 "카스피안"은 최고 속도로 출발했다. 포함은 여러 발을 발사하고 트롤어선은 큰 피해를 받아 그림즈비와의 연락이 끊어졌다. 덴마크 포함은 "카스피안"의 선장을 계류했다. 토르스하운에서 열린 재판에서 그는 불법 어업 행위로 유죄를 선고받고 30일 동안 수감되었다.
많은 영국 트롤어선 업주는 13마일(24.1km) 한도 내에서(영국 정부가 인식하길 거부하는) 불법 어업 활동으로 덴마크 포함에 의해 벌금이 부과되는 것에 항의했고, 영국 해군에게 덴마크의 조치가 해군의 개입이 없었다는 것에 항의했다. 이 문제는 대부분 해결되지 않은 채 버려졌고, 제1차 세계 대전 이후 어업 활동이 줄어드며 분쟁이 중단되었다.

## 제1차 대구 전쟁
제1차 대구 전쟁은 1958년 9월 1일부터 11월 12일까지 일어났다. 이는 9월 1일 아이슬란드 어업 구역을 4해리-12해리 (7.4 ~ 22.2 km)로 확대하는 법안이 통과하자 시작되었다.
영국은 베스트피르디르 밖 3개 영역인 아이슬란드 남동쪽이자 호른 북쪽에서 군함의 보호를 받으며 트롤어업을 할 수 있다고 선언했다. 전적으로 20척의 영국 트롤어선과 4척의 군함/보급선이 새로 선언된 구역 안에 있었다. 이 배치로 인해 영국 해군 장관 로드 헤링턴은 1960년 2월에 새해부터 아이슬란드 근처 53척의 영국 전함을 운영하기 위해 50만 파운드의 연료를 사용하고 있다고 보고했다. 이에 대항하여 아이슬란드는 7척의 순찰선과 비행정 PBY-6A 카탈리나 1척을 보냈다.
9월 4일 아이슬란드 순찰선 ICGV 에지르는 베스트피르디르 근처에서 영국 트롤 어선을 포획할려 하나 영국 군함 HMS 러셀의 방해로 두 함선이 충돌하는 등 많은 사건이 발생했다.
10월 6일, V/s 마리아 줄라(V/s María Júlía)가 트롤어선 킹스턴 에메랄드(Kingston Emerald)에게 3번 발포하여 트롤어선이 외해로 도망쳤다.
11월 12일, V/s 토르(Þór)가 합법적인 그물을 설치하지 않은 트롤어선 행크네스(Hackness)와 맞닿드렸다. 행크네스는 토르가 2개의 공포탄과 1개의 실탄을 발사할 때까지 멈추지 않았다. HMS 러셀이 다시 접근하여 제독이 아이슬란드 함장에게 트롤어선으로 혼자 남기라고 했고, 영국 정부가 인정하지 않은 4해리 밖으로 떠나라고 요구했다. 토르의 함장인 에이리쿠르 크리스토퍼손(Eiríkur Kristófersson)은 그것을 따르지 않았고 어선에 접근하여 발포했다. 이에 대한 응답으로 러셀은 아이슬란드 함선을 침몰시킬려고 했다. 더 많은 영국 함선이 도착한 후 행크네스는 퇴각했다.
결국, 아이슬란드와 영국은 어업권 문제에 합의하지 못하고 헤이그의 국제 사법 재판소에 넘길려고 했다. 1차 대구 전쟁에서 군함 37척의 영국 해군의 7천명의 병사와 경비정 6척의 아이슬란드 해안경비대 소속 대원 100명간 대치했다.
아이슬란드 정부는 분쟁에 대한 만족스러운 결론에 도달하지 않으면 아이슬란드의 NATO 회원국을 철회하고 아이슬란드에서 미군을 추방하겠다고 위협했다. 친서방(NATO와 미국 방위 협정 지지자)인 각료들조차도 아이슬란드의 주요 지렛대였기 때문에 위협에 의존할 수밖에 없었고, 그것을 사용하지 않는 것은 정치적 자살이었을 것이다. 따라서 NATO는 분쟁을 종식시키기 위해 공식 및 비공식 중재에 참여했다.
1960년과 1961년 사이의 유엔해양법 회의에 이어, 영국과 아이슬란드는 1961년 2월 말에 12해리 (22km)의 아이슬란드 어업 제한을 규정했지만 영국은 할당된 구역과 특정 계절에 따라 외부 6해리(11km)에서 3년 동안 어업권을 갖게 된다. 아이슬란드 국회는 1961년 3월 11일 협정을 승인했다.

## 제2차 대구 전쟁

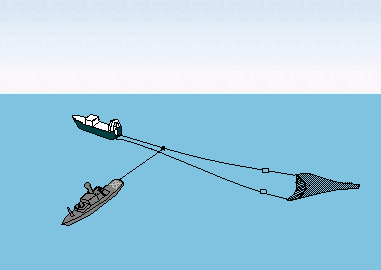
지난 두 차례의 Cod War 동안 아이슬란드 해안 경비대의 주된 목표는 이런 방식으로 그물을 자르는 것이었다.

영국과 아이슬란드 간의 제2차 대구 전쟁은 1972년 9월부터 1973년 11월 임시 협정에 서명할 때까지 지속되었다.
아이슬란드 정부는 어업 한도를 다시 50해리(93km)로 연장했다. 한도를 확장하는 데는 어류를 보존하는 것과 총 어획량의 몫을 늘리는 두 가지 목표가 있었다. 아이슬란드가 고려했던 200해리 제한이 아닌 50해리 어업 제한을 추구한 이유는 가장 유익한 어장이 50해리 이내이고 200해리 제한을 순찰하는 것이 더 어려웠기 때문이다.
영국은 분쟁 해역에서 영국 어부들을 위한 가능한 최대 어획량 할당량을 달성하는 것과 다른 확장의 선례가 될 어업 관할권의 일방적인 확장에 대한 사실상의 인정을 방지하는 두 가지 목표를 염두에 두고 아이슬란드 확장에 이의를 제기했다.
모든 서유럽 국가와 바르샤바 조약은 아이슬란드의 일방적인 확장에 반대했다. 아프리카 국가들은 1971년 아이슬란드 총리가 아이슬란드의 대의가 식민주의와 제국주의에 맞서는 광범위한 전투의 일부라고 주장한 회의 후, 아이슬란드의 확장에 대한 지지를 선언했다.
1972년 9월 1일, 아이슬란드 어업 한도를 50 해리(93km)로 확대하는 법의 시행이 시작되었다. 수많은 영국과 서독 트롤 어선이 첫날 새로운 지역 내에서 조업을 계속했다. 당시 집권하던 아이슬란드 좌파 연합은 국제사법재판소의 개입을 규정한 조약을 무시했다. 수산부 장관 루드빅 요셉손(Lúdvik Jósepsson)이 "우리 독립의 기초는 경제적 독립"이라고 말한 이전 중도 우파 정부의 합의에 구속되지 않는다고 말했다. 다음 날, 1968년에 건조된 새로운 순찰선 ICGV Ægir함은 50해리 지역에서 동쪽 해역에서 16척의 트롤 어선을 쫓았다. 아이슬란드 해안 경비대는 새로운 배제구역 내에서 조업하는 비 아이슬란드 선박의 트롤 낚싯줄을 자르기 위해 그물 절단기를 사용하기 시작했다.
1972년 9월 5일 10시 25분, 구드문두르 케르네스테드의 지휘 하에 있는 ICGV Ægir함은 혼반키 북동쪽에서 조업하는 표시가 없는 트롤 어선과 조우했다. 검은 선체 트롤 어선의 주인은 트롤 어선의 이름과 번호를 밝히기를 거부하고 해안 경비대의 명령을 따르라는 경고를 받은 후 라디오를 통해 Rule, Britannia!를 연주했다. 10시 40분에 네트 커터가 처음으로 물에 배치되었고 Ægir는 트롤 어선의 항구 쪽을 따라 항해했다. 어부들은 순찰선이 접근하자 두꺼운 나일론 밧줄을 물에 던져 프로펠러를 비활성화하려고 했다. 트롤 어선을 지나친 후 Ægir는 트롤 어선의 우현으로 방향을 틀었다. 순찰선 뒤 160패덤(290m) 떨어진 그물 절단기는 트롤링 와이어 중 하나를 절단했다. ICGV Ægir가 미확인 트롤 어선을 선회하려고 하자 성난 선원들은 해안 경비대 선박에 석탄과 폐기물, 대형 불도끼를 던졌다. 라디오를 통해 상당한 양의 욕설과 고함이 나왔고, 그 결과 트롤 어선은 Peter Scott(H103)으로 확인되었다.
1972년 11월 25일, 독일 트롤 어선 Erlangen의 선원은 아이슬란드 순찰선이 트롤 어선의 트롤 와이어를 절단하여 선원을 들이받아 머리 부상을 입었다.
1973년 1월 18일, 18척의 트롤 어선의 그물이 잘렸다. 이로 인해 영국 선원들은 영국 해군의 보호를 받지 않는 한 아이슬란드 어업 지역을 떠나야 했다. 다음날 크고 빠른 예인선이 그들을 방어하기 위해 보내졌는데, 첫 번째는 스테이츠맨이었다. 영국군은 그것이 충분하지 않다고 생각하고 트롤 어선을 방어하기 위해 특별 그룹을 구성했다.
1973년 1월 23일, 헤이마이의 엘드펠 화산이 폭발하여 아이슬란드 해안 경비대는 인명 구조를 위해 잠시 물러났다.
1973년 5월 17일, 영국 트롤 어선은 아이슬란드 해역을 떠났지만 이틀 후 영국 프리깃함의 호위를 받으며 돌아왔다. 해군 배치의 코드명은 듀이 작전이었다. 호커 시들리 님로드(Hawker Siddeley Nimrod) 해상초계기는 분쟁 해역을 비행하여 영국 프리깃함과 트롤 어선에게 아이슬란드 순찰선의 행방을 알렸다. 아이슬란드 정치가들은 영국 해군의 진입에 분노했고 유엔 안전보장이사회에 항소하거나 NATO 헌장 5조의 이행을 요구하는 것으로 간주되었다. 당시 아이슬란드 주재 미국 대사였던 프레드릭 어빙에 따르면, 올라푸르 요하네손 아이슬란드 총리는 영국 프리깃함을 폭격하기 위해 미국이 제트기를 보낼 것을 요구했다. 1973년 5월 24일 레이캬비크에서 대규모 시위가 있었다. 레이캬비크에 있는 영국 대사관의 모든 유리창이 깨졌다.
5월 26일, ICGV Ægir는 그림스비 트롤 어선 에버튼에게 정지를 명령했지만 어선의 선장은 제출을 거부했다. 이 사건 이후 Ægir는 트롤 어선을 무력화시키기 위해 첫 번째 경고 사격을 가하고 나중에는 실탄을 발사하는 장기간의 추격이 이어졌다. Everton은 4개의 57mm 포탄에 활을 맞았고 물이 쏟아지기 시작하자 보호 구역으로 절뚝거리며 영국 프리깃함 HMS 쥬피터의 도움을 받았다. 긴급 수리는 쥬피터함의 해군 팀에 의해 수행되었다. 올라푸르 요하네손 총리는 이 사건에 대해 "자연스럽고 불가피한 법 집행 조치"라고 말했다.
아이슬란드 등대 입찰 V/s 아르바쿠르호는 6월 1일 영국 선박 4척과 충돌했고, 6일 후인 6월 7일 ICGV 에기르는 그린란드 빙상 가장자리 근처 웨스트피요르드 앞바다에서 빙산을 정찰하던 HMS 실라와 충돌했다. 아이슬란드 해안 경비대는 실라가 아이슬란드 순찰선을 "그림자로 만들고 괴롭혔다"고 보고했다. 영국 국방부는 건보트가 의도적으로 영국 프리깃함을 충돌했다고 주장했다.
8월 29일 아이슬란드 해안 경비대는 ICGV Ægir가 HMS 아폴로와 충돌했을 때 분쟁에서 유일하게 확인된 사망자를 겪었다. 아이슬란드 선박에 탑승한 엔지니어 할도르 할프레드손(Halldór Hallfreðsson)은 선체 수리를 하던 구획에 바닷물이 범람한 후 용접 장비에서 감전사로 사망했다.
1973년 9월 16일, NATO 사무총장 조셉 룬스(Joseph Luns)는 레이캬비크에 도착하여 분쟁에서 아이슬란드에 도움이 되지 않았기 때문에 NATO를 떠나라는 압력을 받은 아이슬란드 장관들과 이야기를 나눴다. 영국과 아이슬란드는 모두 NATO 회원국이었다. 영국 해군은 냉전 기간 동안 아이슬란드의 기지를 사용하여 그린란드-아이슬란드-영국 격차를 지키는 주요 NATO 임무를 수행했다.
NATO 내에서 일련의 회담 끝에 영국 군함은 10월 3일 소환되었다. 트롤 어선들은 영국 해군이 바다에 진입했을 때 그랬던 것처럼 라디오를 통해 "브리타니아 통치"를 연주했다. 그들은 또한 "파티의 끝"을 연주했다. 11월 8일 영국의 어업 활동을 50해리 한도 내의 특정 지역으로 제한하는 협정이 체결되었다. 분쟁을 해결하는 협정은 1973년 11월 13일 아이슬란드 국회에 의해 승인되었다.
이 협정은 영국 트롤 어선들이 연간 어획량을 130,000톤 이하로 제한할 것이라는 전제에 기반을 두고 있다. 아이슬란드인들은 1972년 7월에 156,000톤에 정착할 준비가 되어 있었지만 1973년 봄까지 수요를 증가시켰고 117,000톤을 확보했다(반면, 영국은 1973년 봄에 145,000톤을 요구했다). 그러는 사이 협정은 1975년 11월에 만료되었고 제3차 "대구 전쟁"이 시작되었다.

## 제3차 대구 전쟁
제3차 대구 전쟁(1975년 11월 – 1976년 6월)은 아이슬란드가 배타적 경제수역을 200해리로 확장발표하면서 시작되었다.
1973년 제3차 유엔 해양법 회의에서 여러 국가들은 영해에 대한 100해리(185km) 제한을 지지했다. 1975년 7월 15일, 제1차 오일쇼크로 경제적 위기를 받은 아이슬란드 정부는 어업 제한을 현재 해안에서 200해리(370km)까지 연장하겠다고 발표했다. 영국 정부는 배제 구역의 큰 증가를 인식하지 못했기 때문에 영국 어부와 분쟁 지역에서의 활동에 문제가 발생했다. 대구 전쟁 중 가장 치열한 전쟁이었던 이 분쟁은 영국 어선 트롤 어선들이 아이슬란드 해안 경비대가 그물을 자르는 것을 보았고, 아이슬란드 선박과 영국 트롤 어선, 프리깃함, 예인선이 충돌하는 사건이 여러 번 발생했다.
가장 심각한 사건 중 하나는 1975년 12월 11일에 발생했다. 아이슬란드의 보도에 따르면, 헬기 할바르드손(Helgi Hallvarðsson)이 지휘하는 토르(Þór)는 지뢰 찾기 활동을 하던 세이디스피요르드(Seyðisfjörður) 항구를 떠나던 중 피요르드 입구에 정체불명의 외국 선박이 있는지 조사하라는 명령을 받았다. 선박은 3척의 영국 선박으로 확인되었다: Þór보다 3배 더 큰 원양 예인선인 Lloydsman; 스타 아쿠아리우스선, 영국 농수산식품부의 석유 굴착 장치 공급선 그리고 후자의 자매선인 스타 폴라리스선. 그들은 아이슬란드의 12해리(22km) 영해 내에서 강풍을 피해 대피하고 있었다.
아이슬란드측 기록에 따르면 Þór의 사령관이 아이슬란드 영해를 떠나라는 명령을 받았을 때 3척의 예인선은 처음에 따랐다. 그러나 해안에서 약 2해리(3.7km) 떨어진 곳에서 해안 경비대가 스타 아쿠아리우스선을 추월하려고 할 때 우현으로 방향을 틀고 Þór의 항구 쪽을 강타했다고 한다. Þór가 속도를 높이는 동안에도 Lloydsman은 다시 항구 쪽과 충돌했다. Þór는 이러한 공격으로 상당한 피해를 입었기 때문에 스타 폴라리스선이 나타났을 때 해안경비함Þór에서는 빈 탄환이 발사되었다. 하지만, 해안경비함Þór 은 스타 폴라리스선이 두 번째로 쳤을때도 단념하지 않았다. 그 결과 해안경비함Þór에서 또 다른 총알이 발사되었는데, 이번에는 스타 폴라리스선의 활을 명중하는 실탄이었다. 그런 다음 예인선은 후퇴했다. 대결 후 침몰 직전이었던 해안경비함Þór는 임시 수리를 위해 로드문다르피요르드로 항해했다.
사건에 대한 영국의 보고는 상당히 다르며 Þór가 예인선 중 하나에 탑승하려고 시도했으며 Þór가 이탈하자 Lloydsman은 스타폴라리스선을 보호하기 위해 앞으로 돌진했다고 주장한다. 스타 아쿠아리우스선의 앨버트 맥켄지 선장은 Þór가 선미에서 접근하여 지원함을 공격한 후 방향을 틀고 약 100야드(90m) 범위에서 총을 쏘았다고 말했다. 런던 주재 아이슬란드 대사 닐스 시구르드손(Niels Sigurdsson)은 해안경비함 토르가 영국 선박에 부딪힌 후 자기 방어를 위해 발포했다고 말했다. 아이슬란드는 이 사건에 대해 유엔 안전보장이사회와 상의했지만 유엔 안전보장이사회는 개입을 거부했다.
영국 해군의 즉각적인 대응은 해롤드 윌슨 총리나 앤서니 크로스랜드 외무장관에게 알리기 전에 이미 아이슬란드 해역으로 잘 가고 있던 대형 프리깃 부대를 파견하는 것이었다. 영국 해군은 덴마크 해협 지역에 지속적으로 배치하기 위해 구형 Type 12 및 Type 81 프리깃의 능력을 시연할 기회를 보았고, 그곳에서 영국 해군은 영국 해군의 베트 누아르 사령관의 추가 심각한 방어 및 해군 삭감으로 위협을 받는 동안 소련 잠수함의 통과를 저지할 것으로 예상되었다. 영국 해군은 당시 전략적 목표가 소련 해군만큼 힐리와 싸우는 것이라고 보았다. 2차 및 3차 대구 전쟁은 6년 후 포클랜드 전쟁과 마찬가지로 영국 해군에 의해 필요한 갈등으로 간주되었다. 그림스비의 트롤 어선 항구의 의원이기도 한 Crosland에게 3차 전쟁은 중동보다 서방 동맹에 더 심각한 위협이었다.
또 다른 사건은 1976년 1월 HMS 안드로메다가 Þór와 충돌하여 선체에 구멍이 생겼을 때 발생했다. 안드로메다의 선체가 움푹 패였다. 영국 국방부는 충돌이 "생명을 고려하지 않았다"며 영국 군함에 대한 "고의적인 공격"으로 여겨진다고 밝혔다. 반면 아이슬란드 해안 경비대는 안드로메다가 "보트를 추월한 다음 신속하게 항로를 변경"하여 Þór를 충돌했다고 주장했다. 이 사건 이후 조선소 수리를 맡기는 선박의 수가 증가함에 따라 영국 해군은 "트롤 어선의 날실을 절단하는 적"을 처리하는 데 "보다 신중한 접근"을 명령했다.
1976년 2월 19일, 영국 농수산식품부 장관 프레드 프리트(Fred Preat)는 그림스비 출신의 어부가 아이슬란드 선박이 트롤을 절단한 후 산사니가 그를 치고 중상을 입었을 때 제3차 대구 전쟁의 첫 번째 영국 사상자가 되었다고 발표했다. 영국 의회 소식통은 1993년 토론에서 영국 트롤 어선이 아이슬란드 순찰선이 발사한 고체 총에 의해 우발적으로 사망했다고 보고했지만, 이 제안은 다른 역사적 출처에 의해 확증되지 않았다.
영국은 총 22척의 프리깃함을 배치하고 Type 41 프리깃 HMS 재규어와 Type 61 HMS Lincoln의 예비에서 재활성화를 명령하여 강화된 나무 활을 갖춘 전문 충돌정으로 재장착했다. 영국은 프리깃함 외에도 어업 트롤 어선을 보호하기 위해 총 7척의 보급선, 9척의 예인선, 3척의 지원선을 배치했지만 한 번에 배치된 선박은 6척에서 9척에 불과했다. 영국 해군은 냉전 프리깃 함대에 심각한 피해를 입힐 준비가 되어 있어 수백만 달러의 비용이 들고 1년 이상 북대서양 용량의 일부를 무력화시켰다. HMS Yarmouth는 선수가 찢어졌고 HMS Diomede는 선체를 관통하는 40피트 틈새를 입었고 HMS Eastbourne은 아이슬란드 건보트의 충돌로 구조적 손상을 입어 계류된 작전 훈련 프리깃으로 축소되어야 했다. 아이슬란드는 순찰선 4척(Óðinn, Þór, Týr, Ægir)과 무장 트롤 어선 2척(Baldur 및 Ver)을 배치했다. 아이슬란드 정부는 미국 애쉬빌급 고속정를 인수하려고 시도했지만, 헨리 키신저가 거부하자 대신 소련 미르카급 프리깃함을 획득하려고 했다.
더 심각한 사건은 아이슬란드가 케플라비크에 있는 NATO 기지를 폐쇄하겠다고 위협했을 때 발생했으며, 이는 소련에 대한 대서양 접근을 막을수 있는 NATO의 능력을 심각하게 손상시켰을 것이다. 그 결과 영국 정부는 어부들과의 구체적인 합의 없이 아이슬란드의 200해리(370km) 제외 구역 밖에 머물도록 하는 데 동의했다.
1976년 5월 6일 저녁, 제3차 대구 전쟁의 결과가 이미 결정된 후, Týr는 HMS Falmouth의 Gerald Plumer 선장이 충돌을 명령했을 때 트롤 어선 Carlisle의 그물을 자르려고 했다. Falmouth는 22노트(41km/h; 25mph) 이상의 속도로 Týr를 들이받아 거의 전복될 뻔했다. Týr는 가라앉지 않고 칼라일의 그물을 자르는 데 성공했고 Falmouth는 다시 그물을 쳤다. Týr는 심하게 손상되어 나사 하나로 추진되어 예인선 스테이츠맨에게 추격당했다. 끔찍한 상황에서 Guðmundur Kjærnested 대위는 HMS Falmouth가 누린 화력의 압도적인 우월성에도 불구하고 더 이상의 충돌을 막기 위해 총을 조종하라는 명령을 내렸다. 그 대가로 팰머스는 큰 활 피해를 입었다. 제3차 대구 전쟁기간 동안에 총 55건의 충돌 사건이 발생했다.
NATO가 중재한 회의에서, 1976년 6월 1일 아이슬란드와 영국 사이에 합의가 이루어졌다. 24척의 영국 트롤 어선은 200해리 한도 내에서 유지하고 총 30,000톤을 조업할 수 있었다.

## 결과
아이슬란드는 전반적인 목표를 달성했다. 제2차 대구 전쟁에는 NATO에서 철수하고 미군을 추방하는 데 가장 가까웠지만, 제3차 대구 전쟁에서는 1976년 2월 19일 영국과의 외교 관계를 단교함으로써 역대 대구 전쟁에서 가장 심각한 조치를 취했다. 아이슬란드 정부는 확고한 친서방적이었지만 아이슬란드의 NATO 가입을 어업 분쟁의 결과와 연결했다. 유리한 결과에 도달하지 못하면 아이슬란드는 NATO에서 철수할 것임을 암시했다. 그러나 아이슬란드 정부는 미국 방위 협정을 분쟁 결과와 명시적으로 연결하지 않았다.
반면에, 이미 쇠퇴하고 있는 영국 어업은 역사적인 주요 어장에서 제외되어 큰 타격을 입었고 그림스비, 헐, 플릿우드와 같은 영국의 대규모 북부 항구의 경제는 심각한 영향을 받아 수천 명의 숙련된 어부와 관련 무역에 종사하는 사람들이 실직했다. 손상된 영국 해군 프리깃함을 수리하는 데 드는 비용은 당시 100만 파운드가 넘었을 것이다.
2012년 영국 정부는 1970년대에 생계를 잃은 어부들에게 수백만 파운드의 보상 거래와 사과를 제안했다. 어부들이 일자리를 잃은 지 35년이 지난 지금, 2,500명의 어부에게 제공되는 1,000 파운드의 보상은 불충분하고 과도하게 지연되었다는 비판을 받았다.

## 같이 보기
- 남획(Overfishing)
- 배타적 경제 수역
- 공해 (바다)
- 영국의 군사 역사(British military history)
- 1993년 셰브르 사건(1993 Cherbourg incident)
- 아이슬란드-영국 관계(Iceland-United Kingdom relations)
- 랍스터 전쟁
- 넙치 전쟁(Turbot War)

## 추가 자료
- Ingo Heidbrink: “Deutschlands einzige Kolonie ist das Meer” Die deutsche Hochseefischerei und die Fischereikonflikte des 20. Jahrhunderts. Hamburg (Convent Vlg) 2004.
- Kurlansky, Mark. Cod: A Biography of the Fish That Changed the World. New York: Walker & Company, 1997 (reprint edition: Penguin, 1998). ISBN 0-8027-1326-2, ISBN 0-14-027501-0.